# Dione Housheer
Dione Housheer (ur. 26 września 1999 r. w Gendringenie) – holenderska piłkarka ręczna, reprezentantka kraju, zawodniczka duńskiego klubu Nykøbing Falster Håndboldklub, występująca na pozycji prawej rozgrywającej.

## Sukcesy reprezentacyjne
- Mistrzostwa Europy:
  -  2018

## Sukcesy klubowe
- Mistrzostwa Holandii:
  -  2016-2017, 2017-2018 (VOC Amsterdam)
- Puchar Holandii:
  -  2017-2018 (VOC Amsterdam)